# Sphecodes hagensi
Sphecodes hagensi là một loài Hymenoptera trong họ Halictidae. Loài này được Ritsema mô tả khoa học năm 1880.